# Jubileumfanfare voor Bjørn Bjørnson
Jubileumfanfare voor Bjørn Bjørnson is een onvoltooid werk van de Noor Johan Halvorsen. Halvorsen was van plan een werk voor koor (200 man) en orkest te schrijven ter gelegenheid van een jubileum van 'zijn' theaterdirecteur (1899-1907) Bjørn Bjørnson. Samen gaven zij leiding aan het Nationaltheatret in Oslo. Van het beoogde werk staan maar enkele maten op papier. Het manuscript verblijft in de Staatsbibliotheek te Oslo alwaar het is ingeboekt als Udkast til en Jubilæumsfanfare for Bjørn Bjørnson (Ontwerp voor een jubileumfanfare). Het is niet bekend om welk jubileum het zou moeten gaan. Bjørn Bjørnson was de zoon van Bjørnstjerne Bjørnson, met wie Halvorsen ook diverse malen samenwerkte.     